# George Craig
George Craig (Hemsley, 11 de julio de 1990) es un músico inglés, vocalista y guitarrista principal del grupo One Night Only.

## Biografía

### Vida privada
Nació en Essex de Louise y Richard Craig. Tiene un hermano, James, baterista y también integrante de One Night Only. Se mudó a Helmsley a la edad de cinco años y es fanático del Middlesbrough FC . 
A principios de 2011 se mudó a Londres y vivió con sus compañeros de banda Mark Hayton y Daniel Parkin (guitarrista y bajista de One Night Only). 
Actualmente reside en Manchester junto a su pareja, la blogger y diseñadora de moda, Megan Ellaby, con quien comenzó a salir a finales de 2015 y se comprometió en agosto de 2019. En septiembre de 2020, Ellaby anunció a través de su cuenta de Instagram que estaban esperando a su primera hija juntos. Goldie Rae Craig nació el 11 de febrero de 2021; Craig y Ellaby contrajeron nupcias en agosto del mismo año. En mayo de 2023 le dio la bienvenida a su segundo hijo Gene August Craig. Actualmente en 2025 están esperando a su tercer hijo.

### Trayectoria musical

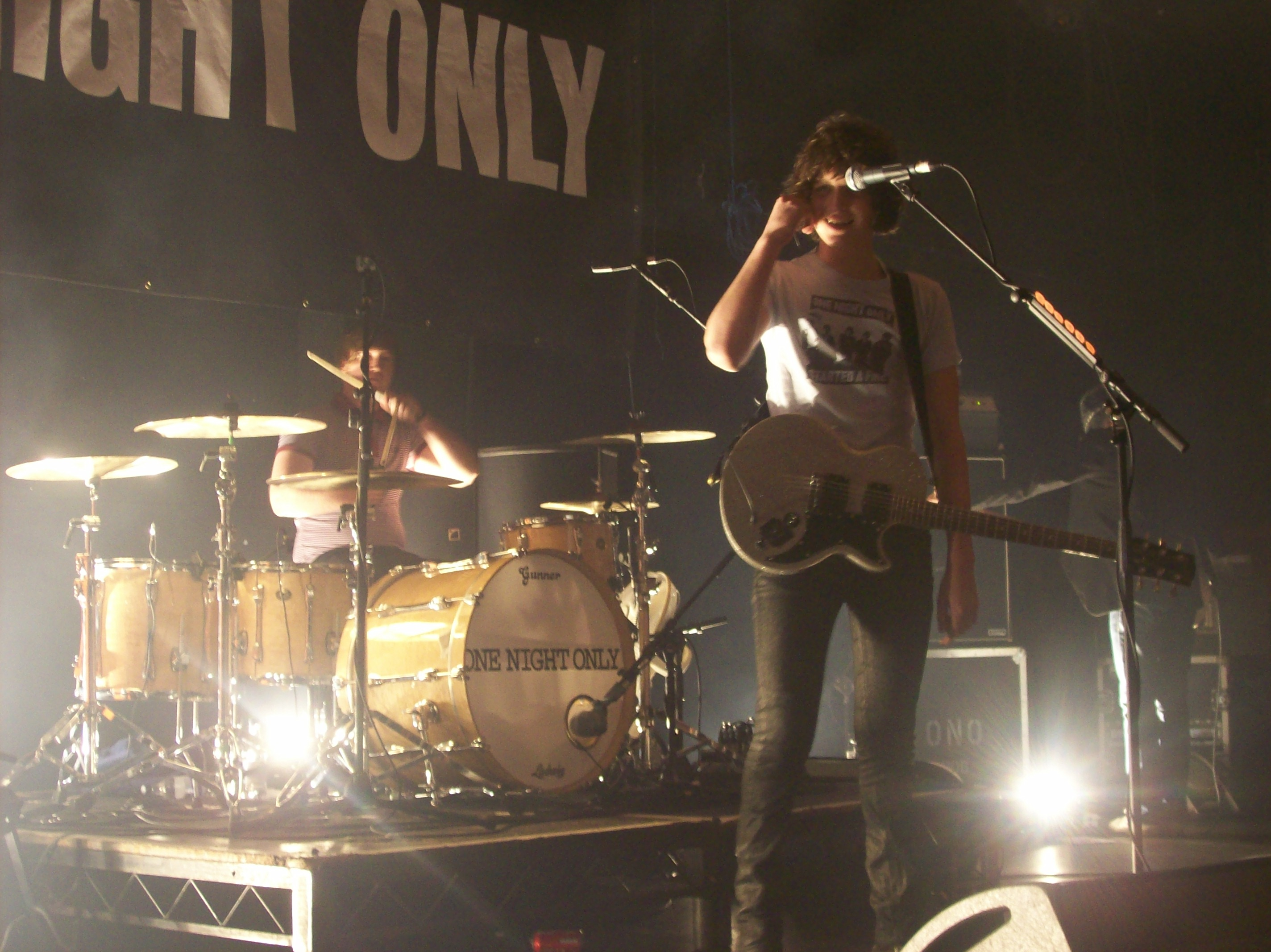
Craig en un concierto de One Night Only en 2008.

En 2003, cuando tenía doce años, Craig se unió a One Night Only, banda que había comenzado como un grupo de compañeros de colegio que, en palabras del guitarrista Mark Hayton, "sólo hacían ruido". Los tres miembros del grupo buscaban un cantante, pero Craig los convenció de que lo dejaran ser también guitarrista, lo que motivó la salida del guitarrista líder, Kai Smith. La nueva formación dio su primer concierto en diciembre de 2003.
Gracias al buen recibimiento de la difusión radial del demo "You And Me" en 2006, el grupo firmó al año siguiente con el sello discográfico Vertigo Records. En 2008, su canción "Just for Tonight" alcanzó el noveno puesto en el UK Singles Chart. El 11 de febrero de ese mismo año publicaron su primer álbum, Started a Fire, con temas compuestos, en su mayoría, por Craig. Su siguiente corte de difusión fue «It's About Time», que permaneció dos semanas en la lista y alcanzó el puesto 37. En julio de 2008, relanzaron «You and Me», que no llegó a ubicarse dentro de los primeros 40 puestos del UK Singles Chart.
A principios de 2010, el baterista Sam Ford dejó el grupo y fue reemplazado por James Craig. En mayo de 2010, el grupo publicó "Say You Don't Want It", primer sencillo de su segundo álbum de estudio, One Night Only. El video de la canción se filmó en Nueva York y contó con la participación de la actriz Emma Watson, a quien Craig había conocido en una sesión de fotos para la campaña otoño-invierno 2010 de Burberry. One Night Only salió a la venta el 23 de agosto de 2010.
One Night Only luego lanzó "Can You Feel It?" como parte de una campaña de Coca-Cola en 2011. Se utilizó en anuncios de televisión de Coca-Cola en todo el mundo.  El 4 de mayo de 2012, la banda lanzó su sencillo "Long Time Coming" junto a Burberry como parte de su campaña Eyewear. 
En septiembre de 2014, One Night Only lanzó Get Around To It como primer sencillo del que sería su tercer álbum titulado Where The Sleepless Go, seguido por Plasticine (diciembre de 2014) y Luck That Keeps You Guessing (marzo de 2015) como segundo y tercer sencillos respectivamente. El álbum completo se publicó un año después del primer lanzamiento el 18 de septiembre de 2015 con siete canciones nuevas.  
En 2015, lanzó el sencillo "Perfect Wave", un dueto con Diana Vickers escrito por él, como parte de la banda sonora de la película de 2014 The Perfect Wave, protagonizada por Vickers.
En febrero de 2020 a través de su cuenta oficial de Instagram anunció la publicación del sencillo Games, canción perteneciente al segundo álbum de la banda y que, hasta ese momento, sólo había podido escucharse en sus presentaciones de 2011, como un regalo a sus fans para sobrellevar la cuarentena ocasionada por la pandemia de COVID-19.

### Modelaje y otros trabajos
Craig modeló por primera vez para Burberry en 2008 en su campaña Primavera/Verano. También apareció junto a Emma Watson en la Campaña Primavera Verano de Burberry de 2010 y después en la Campaña de Gafas de Burberry en 2012. Más tarde modeló para Urban Outfitters. En 2014 y 2015, modeló para Joshua Kane, protagonizando las campañas (junto a Diana Vickers) y desfiles.
En 2016, lanzó un libro de cocina "Feeding friends" (rebautizado como "Cooking for friends" en los Estados Unidos) con Terry Edwards, con quien había formado el dúo culinario Terry & George.
Solía ser el manager otras bandas de rock alternativo como Hello Operator y Counterfeit (liderada por Jamie Campbell Bower) donde su hermano James Craig también era baterista.
Desde 2016, es dueño de Jimmy's, un local de música y bar en el Barrio Norte de Manchester, con dos sedes más en Liverpool y York, inauguradas en 2019 y 2020 respectivamente. 

## Discografía
- Started a Fire (2008)
- One Night Only (2010)
- Where The Sleepless Go (2015)